# Michelle Dillon
Michelle Margret Dillon (Wembley, 24 mei 1973) is een Britse triatlete, duatlete en aquatlete. Ze werd wereldkampioene duatlon op de korte afstand en Europees kampioene triatlon op de olympische afstand. Ook nam ze tweemaal deel aan de Olympische Spelen, maar won hierbij geen medailles.

## Biografie
Dillon leerde pas zwemmen toen ze 23 jaar oud was. Ze deed in 2000 mee aan de eerste triatlon op de Olympische Zomerspelen van Sydney. Hier wist ze de finish echter niet te halen. Vier jaar later tijdens de triatlon op de Olympische Zomerspelen van Athene behaalde ze een zesde plaats in een tijd van 2:06.00,77. Haar achterstand op de Oostenrijkse winnaar Kate Allen bedroeg meer dan een minuut.
Haar grootste prestatie boekte ze in 2005 met het winnen van het Wereldkampioenschap duatlon op de korte afstand. In 2007 werd ze tweede op het WK duatlon en won ze de triatlon van Londen.
Im november 2008 beëindigde ze haar sportcarrière, maar wil echter actief als trainer blijven. Momenteel is ze werkzaam als bankbediende en therapeutisch masseur.

## Titels
- Wereldkampioene duatlon op de korte afstand - 2005
- Europees kampioene triatlon op de olympische afstand - 2001

## Palmares

### duatlon
- 1997:  WK korte afstand in Guernica - 2:03.14
- 2001:  WK korte afstand in Rimini - 2:01.04
- 2002: 5e WK korte afstand in Alpharetta
- 2005:  WK korte afstand in Newcastle - 2:11.26
- 2007:  WK korte afstand in Gyor - 1:54.43

### triatlon
- 1999:  ITU wereldbekerwedstrijd in Noose
- 1999: 14e WK olympische afstand in Montreal - 1:57.57
- 2000: 9e EK olympische afstand in Stein - 2:10.52
- 2000: DNF Olympische Spelen in Sydney
- 2001:  ITU wereldbekerwedstrijd in Rennes
- 2001:  EK olympische afstand in Karlovy Vary - 2:20.02
- 2001: 22e WK olympische afstand in Cancún - 2:03.46
- 2002:  Brits kampioenschap
- 2002:  ITU wereldbekerwedstrijd in Nice
- 2002: 7e Gemenebestspelen in Manchester
- 2002: 12e EK olympische afstand in Győr - 2:01.17
- 2002:  WK olympische afstand in Cancún - 2:02.11
- 2003:  ITU wereldbekerwedstrijd in Ishigaki
- 2003:  ITU wereldbekerwedstrijd in New York
- 2004:  ITU wereldbekerwedstrijd in Salford
- 2004:  ITU wereldbekerwedstrijd in Ishigaki
- 2004: 28e WK olympische afstand in Funchal - 1:57.35
- 2004: 6e Olympische Spelen in Athene - 2:06.00,77
- 2005: 10e WK olympische afstand in Gamagori - 2:01.28
- 2007:  Ironman 70.3 Monaco
- 2007: 6e EK olympische afstand in Kopenhagen - 2:03.49
- 2007: 29e WK olympische afstand in Hamburg - 1:58.10

### aquatlon
- 1999:  WK in Noosa

1990: Thea Sybesma ·
1991: Erin Baker ·
1992: Jenny Alcorn ·
1993: Carol Montgomery ·
1994: Irma Heeren ·
1995: Natascha Badmann ·
1996: Jackie Gallagher ·
1997: Irma Heeren ·
1998: Irma Heeren ·
1999: Jackie Gallagher ·
2000: Stephanie Forrester ·
2001: Erika Csomor ·
2002: Corine Raux ·
2003: Edwige Pitel ·
2004: Erika Csomor ·
2005: Michelle Dillon  ·
2006: Catriona Morrison ·
2007: Vanessa Fernandes ·
2008: Vanessa Fernandes ·
2009: Vendula Frintová ·
2010: Catriona Morrison ·
2011: Katie Hewison ·
2012: Felicity Sheedy-Ryan ·
2013: Ai Ueda ·
2014: Sandra Levenez ·
2015: Emma Pallant